# Caricles
Caricles (griego antiguo Χαρικλῆς, Charicles), hijo de Apolodoro, de la tribu Enea. Fue un político de la antigua Atenas, conocido por ser uno de los Treinta Tiranos impuestos por Esparta tras la guerra del Peloponeso. El conocimiento que de él se tiene, siendo escaso, es algo mayor que el del resto de los Treinta por las referencias de Aristóteles (Política 1305b26), Jenofonte (Memorables 1.2.31-37) y Tucídides (Historia de la Guerra del Peloponeso VII.20).
Caricles fue uno de los comisionados (Ζητηταί) a los que se encargó investigar la mutilación de las estatuas de Hermes (hermas) en el año 415 a. C., que fue considerado un complot para destruir la democracia ateniense.
En el 413 a. C., narra Tucídides, Caricles dirigió una expedición de 30 trirremes al Peloponeso junto a Demóstenes, consiguiendo establecer una posición fortificada en el cabo de Citera para servir de refugio a hilotas y desertores de los espartanos.
Regresando de su destierro en Decelia en el 405 a. C., (probablemente fue desterrado por su participación junto a Pisandro en el gobierno de Los Cuatrocientos), fue designado al año siguiente como uno de los Treinta Tiranos de Atenas, donde gobernó hasta ser derrocado por Trasíbulo en el 403 a. C., siendo uno de los tiranos que consiguieron retirarse a Eleusis, donde fue finalmente asesinado por uno de los líderes del partido popular durante las conversaciones para la restauración de la democracia (403 a. C.)
Según Jenofonte, Caricles y Critias dictaron leyes prohibiendo «enseñar el arte de la palabra» dirigidas especialmente contra el filósofo Sócrates, razón por la cual fue este último finalmente condenado y ejecutado.